# Vilanäset, Strimasund
Vilanäset, Strimasund este o arie protejată (arie specială de conservare — SAC, sit de importanță comunitară — SCI) din Suedia întinsă pe o suprafață de 13,4 ha, integral pe uscat.

## Localizare
Centrul sitului Vilanäset, Strimasund este situat la coordonatele 66°02′40″N 14°54′04″E / 66.0444°N 14.9012°E.

## Înființare
Situl Vilanäset, Strimasund a fost declarat sit de importanță comunitară în decembrie 1998 pentru a proteja 1 specie de plante. Situl a fost protejat și ca arie specială de conservare în decembrie 2009.

## Biodiversitate
Situată în ecoregiunea alpină, aria protejată nu include niciun habitat protejat.
La baza desemnării sitului se află o specie protejată de  plante: Orthothecium lapponicum.